# Samsiadade II
Samsiadade III (em acádio: mdUTU-ši-d-IŠKUR; romaniz.: Šamši-Adad) foi rei do Antigo Império Assírio e reinou por 6 anos em datas incertas. Era membro da dinastia de Belubani e filho do antecessor Erisum III. Não se conhece nenhuma inscrição sua e sua existência é atestada através de sua menção na Lista Real Assíria se diz que era pai do sucessor Ismedagã II. A Crônica Sincronística alega que, à época, se sucederam oito reis cassitas em Cardunias (Babilônia), mas isso quiçá se explica como algo oriundo da maneira pela qual a fonte foi escrita e não como um dado histórico.